# 甯粹然
甯粹然（16世紀—17世紀），山東濟南府臨邑縣人，明朝軍事人物。

## 生平
甯粹然自武舉人出身，充任開府佐將，曾平定劫掠中丞的北丘人民；萬曆二十六年（1598年）成武進士，獲授青州守備，陞游擊將軍。饑荒期間流寇肆虐，他殲滅對方首領，地方因此安寧，其後辭官歸鄉，以詩歌書法自娛。

## 引用
1. 1 2  道光《臨邑縣志·卷九·人物志》：甯粹然，生員，負異姿，中武闈充開府佐將。歲祲，北邱民相劫掠中丞，屬以兵不旬日遂平。舉武進士，除青州守備，洊陞游擊將軍。兩河饑，土寇猖獗，殲渠散，從地方以平。謝事歸，幅巾私第，詩書自娛。 以上舊志
2. ↑  道光《臨邑縣志·卷八·選舉志》：武進士 萬厯戊戌科 甯粹然 河南遊擊，有傳 ……武舉人……萬厯……甯粹然 見前